# Akira Miyoshi
Akira Miyoshi (jap. 三善　晃 Miyoshi Akira; * 10. Januar 1933 in Suginami, Präfektur Tokio; † 4. Oktober 2013) war ein japanischer Komponist.

## Karriere
Miyoshi studierte zunächst vier Jahre lang französische Literatur an der Universität Tokio. 1955 bekam er ein Stipendium und wechselte an das Conservatoire Superieure in Paris. Er graduierte nach seiner Rückkehr in Japan 1957.
Bereits 1953 gewann er mit seiner Sonata for Clarinet, Bassoon, and Piano den ersten Preis beim 22nd Japan Music Contest. Zahlreiche Werke wurden in Japan und Europa mit Auszeichnungen und Preisen versehen, so erhielt er u. a. 1954 den Art Festival Promotion Prize der Agency of Cultural Affairs, den Italia Prize, den 3. Otaka-Preis und die Palme Académique der französischen Regierung. Von 1954 bis 1995 war er Präsident der Toho Gakuen University. Später war er Manager der Tokyo Metropolitan Festival Hall.
Im März 1999 hatte seine erste Oper Faraway Sail über Hasekura Tsunenaga mit großem Erfolg Premiere. Dieses Werk wurde mit dem Preis der Suntory Music Foundation ausgezeichnet.

## Werke

### Werke für Orchester
- 1958: Mutation symphonique
- 1960: Trois mouvements symphoniques – (Kôkyô sanshô)
- 1962: Konzert für Klavier und Orchester
- 1964: Duel für Sopran und Orchester
- 1965: Konzert für Violine und Orchester
- 1969: Konzert für Marimba und Streichensemble
- 1969: Odes métamorphosées
- 1970: Festival Overture
- 1970: Requiem für gemischten Chor und Orchester
- 1974: Konzerto für Violoncello und Orchester
- 1978: Noesis
- 1979: Psaume für gemischten Chor und Orchester
- 1982: En-Soi Lointain
- 1984: Kyômon für Kinderchor und Orchester
- 1988: Litania pour Fuji
- 1991: Création sonore
- 1991: Etoiles à cordes
- 1995: Dispersion de l'été
- 1996: Étoile à échos für Violoncello und Orchester
- 1997: Fruits de brume
- 1998: Chanson terminale: Effeuillage des Vagues

### Werke für Blasorchester
- 1972: Sapporo Olympic Fanfare
- 1987: Subliminal Festa – (Secret Rites)
- 1990: Stars Atlanpic '96
- 1991: Cross-By March
- 2000: Millennium Fanfare
- 2002: West Wind (Paukenkonzert)

### Kammermusik
- 1954: Violinsonate
- 1955: Sonate für Flöte, Violoncello und Klavier
- 1962: Streichquartett Nr. 1
- 1967: Streichquartett Nr. 2
- 1969: Huit poèmes für Flöten-Oktett
- 1973: Nocturne für Flöte, Klarinette, Marimba, Kontrabass und Perkussion
- 1975: Litania für Kontrabass und Perkussion
- 1979: Hommage für Flöte, Violine und Klavier
- 1980: Ixtacchihuatl für Perkussionsensemble
- 1982: Rêve colorie für zwei Klarinetten
- 1985: Message Sonore für Flöte, Klarinette, Marimba, Kontrabass und Perkussion
- 1987: C6H für Violoncello
- 1989: Ombre Scintillante für Flöte und Harfe
- 1989: Perspective en Spirale für Klarinette und Klavier
- 1990: 5 Esquisses für Euphonium und Marimba
- 1992: Streichquartett Nr. 3: Constellation Noire

### Klaviermusik
- 1958: KlavierSonate
- 1960: Suite In Such Time
- 1973: Chaînes Präludium für Klavier
- 1980: En vers für Klavier
- 1981: A Diary of the Sea (28 Stücke)
- 1984: Phenomene sonore I für 2 Klaviere
- 1985: Cahier sonore für Klavier zu 4 Händen
- 1995: Phenomene sonore II für 2 Klaviere
- 1998: Pour le piano – mouvement circulaire et croisé

### Musik für Gitarre
- 1974: Protase "de loin à rien" für 2 Gitarren
- 1975: Epitase
- 1985: 5 Poèmes
- 1989: Constellation Noire für Gitarre und Streichquartett

### Musik für Percussion
- 1962: Conversation – Suite für Marimba 
  1. Tender Talk
  2. So Nice It Was...Repeatedly
  3. Lingering Chagrin
  4. Again The Hazy Answer!
  5. A Lame Excuse
- 1968: Torse III für Marimba
  1. These
  2. Chant
  3. Commentaire
  4. Synthese
- 1977: Étude Concertante für 2 Marimbas
- 1987: Rin-sai für Marimba Solo und sechs Perkussionspieler
- 1991: Ripple für Marimba Solo
- 2001: Prelude Etudes für Marimba

### Musik für traditionelle japanische Instrumente
- 1972: Torse IV für Shakuhachi, 2 Koto, 17-gen und Streichquartett
- 1986: Ryusho Kyoku Suifu für Shakuhachi, 2 koto und 17-gen
- 1994: Gikyoku für japanische Instrumente

### Gesang
- 1962: En blanc für Sopran und Klavier
- 1962: Sei sanryoh hari für Sopran und Klavier
- 1991: Koeru Kage ni für Sopran und Klavier

### Chormusik
- 1962: Three Lyrics (Mittsu no Jojoh) für Frauenchor und Klavier
- 1966: Four Seasons für gemischten Chor
- 1968: Five Pictures for Children für gemischten Chor und Klavier
  1. The weathercock
  2. The trumpet-shell
  3. "Yajiro-be" – A balancing toy
  4. The sand-glass
  5. A top of acorn
- 1970: Ohson fuki für Männerchor und Klavier
- 1971: Four Autumn Songs für Frauenchor und Klavier
- 1972: Odeko no koitsu für Kinderchor und Klavier
- 1973: 5 Japanese Folksongs für gemischten Chor
  1. Awa odori
  2. Sado okesa
  3. Kiso bushi
  4. Soran bushi
  5. Itsuki no komoriuta
- 1973: Otewanmiso no uta für gemischten Chor
- 1975: Hengetan'ei für gemischten Chor, Shakuchachi, Schlaginstrument und 17-gen
- 1976: Kitsune-no-uta für Kinderchor, Sprecher und Klavier
- 1982: Norainu Doji für Frauenchor und Klavier
- 1983: Ballades to the Earth für gemischten Chor
- 1983: Poems of Animals für gemischten Chor und Klavier
- 1984: Poems of Animals für Frauenchor und Klavier
- 1984: Collection of songs "Died in the Country" für gemischten Chor und zwei Klaviere
- 1985: Letters To God für Kinderchor und Marimba
- 1987: Umi (The Sea) für gemischten Chor und zwei Klaviere
- 1991: Yamagara Diary für Kinderchor, Sanukite und Marimba
- 1992: Asakura Sanka für Sprecher, gemischten Chor, japanische Flöte und Taiko
- 1996: Kamuy no kaze (Wind of Kamuy) für gemischten Chor und Klavier

### Bühnenwerke
- 1999: Faraway Sail (遠い帆, tōiho) Oper

### Filmmusik
- Anne mit den roten Haaren

### Bücher und Schriften
- Akira Miyoshi: The Silent Beat of Japanese Music, in Japanese Essences (Japan as I see it – 3) Shichi Yamamoto, Kenichi Fukui et al., Tokyo. 1985.
- Yoko Narasaki: Toru Takemitsu to Akira Miyoshi no Sakkyoku Yoshiki (The Style of Composition of Toru Takemitsu and Akira Miyoshi). Tokyo: Ongaku no Tomosha, 1994.